# Dżonki typu Snake
Dżonki typu Snake – sześć okrętów Royal Australian Navy z wyglądu przypominających dżonki zbudowanych w czasie II wojny światowej. Dżonki zaprojektowane były specjalnie do operacji z użyciem sił specjalnych na terytoriach pod okupacją japońską.

## Historia
Założony w styczniu 1944 Services Reconnaissance Department w momencie jego powstania wyposażony był tylko w dwa statki (były to „Krait” – zdobyczny japoński statek rybacki oraz „Alatna” – zbudowany dla Australian Army morski „ambulans”) do transportu żołnierzy sił specjalnych na terytoria nadal okupowane przez siły japońskie, co szybko okazało się niewystarczające. Zdecydowano wówczas aby sześć właśnie powstających uzbrojonych trawlerów przebudować tak aby wyglądem przypominały singapurskie dżonki i przekazać je dla Services Reconnaissance Department. Do tego celu użyto czterech trawlerów właśnie budowanych w Melbourne przez zakłady JJ Savage and Sons oraz dwóch powstających w Perth w stoczni Millers Bunnings Shipbuilding Co. Wszystkie okręty służyły w Royal Australian Navy ale ich załogi wywodziły się z różnych rodzajów sił zbrojnych. Dżonki były lekko uzbrojone w zakamuflowane dwa działka typu Oerlikon 20 mm i trzy lub cztery karabiny maszynowe typu Browning lub Bren. Pod pokładem mogły przewozić do 20 ton zaopatrzenia. „Węże” weszły do aktywnej służby pod koniec 1944 operując z baz w Darwin, Morotai, Nowej Gwinei, Filipin i Borneo. Cztery z nich („Tiger Snake”, „Black Snake”, „Sea Snake” i „River Snake”) wzięły udział w 11 akcjach na terytorium nieprzyjaciela za linią frontu. Po zakończeniu wojny „Diamond Snake” został przekazany dla armii australijskiej, a pozostałe okręty zostały przekazane dla British Borneo Civil Administration Unit.

## Lista okrętów
| Okręt                | Stocznia                                 | Wejście do służby RAN | Wyjście ze służby RAN | Uwagi                |
| -------------------- | ---------------------------------------- | --------------------- | --------------------- | -------------------- |
| HMAS „Black Snake”   | J.J. Savage and Sons, Williamstown       | 30 grudnia 1944       | 3 listopada 1945      |                      |
| HMAS „Diamond Snake” | J.J. Savage and Sons, Williamstown       | 23 lipca 1945         | 19 października 1945  | Przekazany dla Armii |
| HMAS „Grass Snake”   | Millars Bunnings Shipbuilding, Fremantle | 23 kwietnia 1945      | 13 grudnia1945        |                      |
| HMAS „River Snake”   | Millars Bunnings Shipbuilding, Fremantle | 19 lutego 1945        | 2 listopada 1945      |                      |
| HMAS „Sea Snake”     | J.J. Savage and Sons, Williamstown       | 31 marca 1945         | 27 listopada 1945     |                      |
| HMAS „Tiger Snake”   | J.J. Savage and Sons, Williamstown       | 22 sierpnia 1945      | 3 listopada 1945      |                      |